# السند (أهل الربع)
السند هو دُوَّار يقع بجماعة بني قلة، إقليم وزان، جهة طنجة تطوان الحسيمة في المملكة المغربية. ينتمي الدوّار لمشيخة اهل الربع التي تضم 9 دواوير. يقدر عدد سكانه بـ 385 نسمة حسب الإحصاء الرسمي للسكان والسكنى لسنة 2004.

## روابط خارجية
- البوابة الوطنية للجماعات الترابية
- المندوبية السامية للتخطيط